# Chrysospalax
Chrysospalax es un género de mamíferos afroterios del orden Afrosoricida. Se conocen como topos dorados y son propios del África Austral.

## Especies
Se reconocen las siguientes:
- Chrysospalax villosus (A. Smith, 1833)
- Chrysospalax trevelyani (Günther, 1875)